# Канада на Летњим олимпијским играма 1952.
Канада је учествовала на Летњим олимпијским играма, одржаним 1952. године у Хелсинкију Финска, по једанаести пут у својој историји, освојивши на овим играма три медаље. Од те три освојене медаље једна је била златна и две сребрне.
Канада је на ове игре послала екипу спортиста која је бројала 107 чланова (97 спортиста и 10 спортисткиња) који су узели учешће у 74 спортске дисциплине од укупно 13 спортова у којима су се такмичили.
Канадски представници су на овим играма успели да освоје само три медаље. Жорж Женеро, седамнаестогодишњи средњошколац, је освојио златну медаљу у стрељаштву, после узбудљивог распуцавања у финалу победивши шведског представника Кнута Холмквиста са поеном предности 192-191. Канадски веслачи су имали пех да им се опрема оштетила на броду током превоза за Финску. Совјети су понудили канађанима своју опрему али Канађани су их одбили пошто су хтели да поправе и користе своју опрему у чему ипак нису успели. На крају су морали да позајме чамце од Швеђана.

### Освојене медаље на ЛОИ
| Освојене медаље канадских спортиста на ЛОИ 1952. |                                  |       |        |        |        |
| Спортиста                                        | Спорт                            | Злато | Сребро | Бронза | Укупно |
| Жорж Женеро                                      | Стрељаштво, мушки                | 1     | 0      | 0      | 1      |
| Кенет Лејн и Доналд Хогуд                        | Кану C-2 1.000 m, мушки           | 0     | 1      | 0      | 1      |
| Џералд Гратон                                    | Дизање тегова, средња кат. мушки | 0     | 1      | 0      | 1      |
| Укупно                                           | 3                                | 1     | 2      | 0      | 3      |